# Premi BAFTA 2016
La 69ª edizione dei BAFTA, premi conferiti dalla British Academy of Film and Television Arts alle migliori produzioni cinematografiche del 2015, ha avuto luogo il 14 febbraio 2016 alla Royal Opera House di Londra.

## Vincitori e candidati

### Miglior film
- Revenant - Redivivo (The Revenant), regia di Alejandro González Iñárritu
- La grande scommessa (The Big Short), regia di Adam McKay
- Il ponte delle spie (Bridge of Spies), regia di Steven Spielberg
- Carol, regia di Todd Haynes
- Il caso Spotlight (Spotlight), regia di Tom McCarthy

### Miglior film britannico
- Brooklyn, regia di John Crowley
- 45 anni (45 Years), regia di Andrew Haigh
- Amy, regia di Asif Kapadia
- The Danish Girl, regia di Tom Hooper
- Ex Machina, regia di Alex Garland
- The Lobster, regia di Yorgos Lanthimos

### Miglior debutto di un regista, sceneggiatore o produttore britannico
- Naji Abu Nowar (sceneggiatore, regista) Rupert Lloyd (produttore) - Theeb
- Alex Garland (regista) - Ex Machina
- Debbie Tucker Green (sceneggiatrice, regista) - Second Coming
- Sean McAllister (regista, produttore), Elhum Shakerifar (produttore) - A Syrian Love Story
- Stephen Fingleton (sceneggiatore, regista) - The Survivalist

### Miglior film straniero
- Storie pazzesche (Relatos salvajes), regia di Damián Szifrón • Argentina
- Nie Yinniang, regia di Hou Hsiao-hsien • Taiwan
- Forza maggiore (Turist), regia di Ruben Östlund • Svezia
- Theeb, regia di Naji Abu Nowar • Giordania
- Timbuktu, regia di Abderrahmane Sissako. • Francia

### Miglior documentario
- Amy, regia di Asif Kapadia
- Cartel Land, regia di Matthew Heineman
- Malala (He Named Me Malala), regia di Davis Guggenheim
- Listen to Me Marlon, regia di Stevan Riley
- Sherpa, regia di Jennifer Peedom

### Miglior film d'animazione
- Inside Out, regia di Pete Docter
- Minions, regia di Pierre Coffin e Kyle Balda
- Shaun, vita da pecora - Il film (Shaun the Sheep Movie), regia di Mark Burton e Richard Starzak

### Miglior regista
- Alejandro González Iñárritu - Revenant - Redivivo (The Revenant)
- Todd Haynes - Carol
- Adam McKay - La grande scommessa (The Big Short)
- Ridley Scott - Sopravvissuto - The Martian (The Martian)
- Steven Spielberg - Il ponte delle spie (Bridge of Spies)

### Miglior sceneggiatura originale
- Tom McCarthy, Josh Singer - Il caso Spotlight (Spotlight)
- Matthew Charman, Ethan Coen, Joel Coen - Il ponte delle spie (Bridge of Spies)
- Josh Cooley, Pete Docter, Meg LeFauve - Inside Out
- Alex Garland - Ex Machina
- Quentin Tarantino - The Hateful Eight

### Miglior sceneggiatura non originale
- Adam McKay, Charles Randolph - La grande scommessa (The Big Short)
- Emma Donoghue - Room
- Nick Hornby - Brooklyn
- Phyllis Nagy - Carol
- Aaron Sorkin - Steve Jobs

### Miglior attore protagonista
- Leonardo DiCaprio - Revenant - Redivivo (The Revenant)
- Eddie Redmayne - The Danish Girl
- Michael Fassbender - Steve Jobs
- Matt Damon - Sopravvissuto - The Martian (The Martian)
- Bryan Cranston - L'ultima parola - La vera storia di Dalton Trumbo (Trumbo)

### Miglior attrice protagonista
- Brie Larson - Room
- Saoirse Ronan - Brooklyn
- Cate Blanchett - Carol
- Alicia Vikander - The Danish Girl
- Maggie Smith - The Lady in the Van

### Miglior attore non protagonista
- Mark Rylance - Il ponte delle spie (Bridge of Spies)
- Benicio Del Toro - Sicario
- Christian Bale - La grande scommessa (The Big Short)
- Idris Elba - Beasts of No Nation
- Mark Ruffalo - Il caso Spotlight (Spotlight)

### Miglior attrice non protagonista
- Kate Winslet - Steve Jobs
- Alicia Vikander - Ex Machina
- Rooney Mara - Carol
- Jennifer Jason Leigh - The Hateful Eight
- Julie Walters - Brooklyn

### Miglior colonna sonora
- The Hateful Eight - Ennio Morricone
- Il ponte delle spie (Bridge of Spies) - Thomas Newman
- Revenant - Redivivo (The Revenant) - Carsten Nicolai e Ryūichi Sakamoto
- Sicario - Jóhann Jóhannsson
- Star Wars - Il risveglio della Forza (Star Wars: The Force Awakens) - John Williams

### Miglior fotografia
- Revenant - Redivivo (The Revenant) - Emmanuel Lubezki
- Mad Max: Fury Road - John Seale
- Il ponte delle spie (Bridge of Spies) - Janusz Kaminski
- Carol - Ed Lachman
- Sicario - Roger Deakins

### Miglior montaggio
- Mad Max: Fury Road - Margaret Sixel
- La grande scommessa (The Big Short) - Hank Corwin
- Il ponte delle spie (Bridge of Spies) - Michael Kahn
- Sopravvissuto - The Martian (The Martian) - Pietro Scalia
- Revenant - Redivivo (The Revenant) - Stephen Mirrione

### Miglior scenografia
- Mad Max: Fury Road - Colin Gibson e Lisa Thompson
- Il ponte delle spie (Bridge of Spies) - Rena DeAngelo e Adam Stockhausen
- Carol - Judy Becker e Heather Loeffler
- Sopravvissuto - The Martian (The Martian) - Celia Bobak e Arthur Max
- Star Wars - Il risveglio della Forza (Star Wars: The Force Awakens) - Rick Carter, Darren Gilford e Lee Sandales

### Migliori costumi
- Mad Max: Fury Road - Jenny Beavan
- Brooklyn - Odile Dicks-Mireaux
- Carol - Sandy Powell
- Cenerentola (Cinderella) - Sandy Powell
- The Danish Girl - Paco Delgado

### Miglior trucco e acconciatura
- Mad Max: Fury Road - Damian Martin e Lesley Vanderwalt
- Brooklyn - Morna Ferguson e Lorraine Glynn
- Carol - Jerry DeCarlo e Patricia Regan
- The Danish Girl - Jan Sewell
- Revenant - Redivivo (The Revenant) - Sian Grigg, Duncan Jarman e Robert Pandini

### Miglior sonoro
- Revenant - Redivivo (The Revenant) - Lon Bender, Chris Duesterdiek, Martin Hernandez, Frank A. Montaño, Jon Taylor, Randy Thom
- Il ponte delle spie (Bridge of Spies) - Drew Kunin, Richard Hymns, Andy Nelson, Gary Rydstrom
- Mad Max: Fury Road - Scott Hecker, Chris Jenkins, Mark Mangini, Ben Osmo, Gregg Rudloff, David White
- Sopravvissuto - The Martian (The Martian) - Paul Massey, Mac Ruth, Oliver Tarney, Mark Taylor
- Star Wars - Il risveglio della Forza (Star Wars: The Force Awakens) - David Acord, Andy Nelson, Christopher Scarabosio, Matthew Wood, Stuart Wilson

### Miglior effetti speciali
- Star Wars - Il risveglio della Forza (Star Wars: The Force Awakens) - Chris Corbould, Roger Guyett, Paul Kavanagh e Neal Scanlan
- Ant-Man - Jake Morrison, Greg Steele, Dan Sudick e Alex Wuttke
- Ex Machina - Mark Ardington, Sara Bennett, Paul Norris e Andrew Whitehurst
- Mad Max: Fury Road - Andrew Jackson, Dan Oliver, Tom Wood e Andy Williams
- Sopravvissuto - The Martian (The Martian) - Chris Lawrence, Tim Ledbury, Richard Stammers e Steven Warner

### Miglior cortometraggio animato britannico
- Edmond
- Manoman
- Prologue

### Miglior cortometraggio britannico
- Operator
- Elephant
- Mining Poems of Odes
- Over
- Samuel-613

### Miglior stella emergente
- John Boyega
- Taron Egerton
- Dakota Johnson
- Brie Larson
- Bel Powley